# Blind Faith
Pour les articles homonymes, voir Blind Faith (homonymie).
Blind Faith est un supergroupe britannique de blues rock, originaire du Surrey, en Angleterre. Il est formé en 1969 par Eric Clapton ex-Cream et Steve Winwood ex-Traffic, à la suite des séparations de leurs anciens groupes respectifs. Cette formation n'existe que durant l'année 1969 à travers des tournées estivales, et ne publie qu'un album, Blind Faith, n°1 du Billboard 200, ainsi qu'en Angleterre et plusieurs pays d'Europe, et disque platine aux États-Unis.

## Biographie

### Formation et débuts

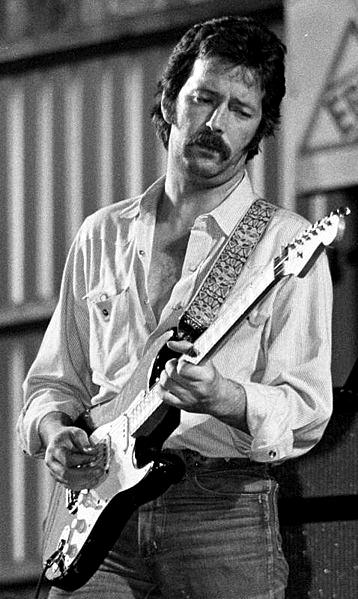
Eric Clapton en concert en Suisse (1977).

Eric Clapton et Steve Winwood ont travaillé ensemble avec le groupe éphémère Eric Clapton's Powerhouse en 1966, formé aussi de Paul Jones à l'harmonica, Jack Bruce à la basse, Pete York à la batterie et Ben Palmer au piano. Quelques chansons furent alors enregistrées, dont I Want to Know de Sheila MacLeod (en), Crossroads de Robert Johnson et Steppin' Out (en) de Memphis Slim, qui se sont par la suite retrouvées sur l'album compilation What's Shakin' (en) avec d'autres pièces des groupes The Paul Butterfield Blues Band,  The Lovin' Spoonful, Al Kooper et Tom Rush. Clapton, Bruce et le batteur Ginger Baker formeront le trio Cream quelques mois plus tard qui se séparera en 1968. 
Winwood et Clapton créent le groupe Blind Faith l'année suivante à Londres en improvisant et en travaillant sur de nouvelles idées musicales dans la maison de ce dernier dans le Surrey. À l'initiative de Winwood, Ginger Baker est invité à les rejoindre pour des enregistrements en studio. Ric Grech, bassiste du groupe Family, qu'il quitte en pleine tournée, est également recruté. Enfin, le producteur Jimmy Miller se joint à eux pour encadrer les enregistrements. Le nom du groupe provient du titre de la photographie, prise par Bob Seidemann, qui ornera la pochette de leur seul et unique album.
La nouvelle de la formation du groupe crée une vague d'excitation dans le public et un concert gratuit est organisé à Hyde Park (Londres) le 7 juin 1969. La presse rapporte que le répertoire réduit du groupe a déçu la foule de 100 000 personnes qui s'attendait également à entendre des chansons de l'époque Cream et Traffic. L'enregistrement de l'album se poursuit et est suivi par une courte tournée en Scandinavie, puis aux États-Unis du 12 juillet (New York, Madison Square Garden) au 24 août (Hawaii) avec, entre autres, Free et Delaney and Bonnie.
La réaction du public aux États-Unis est similaire à celle reçue au Royaume-Uni et le groupe se met à rejouer quelques titres de Cream et de Traffic pour apaiser l'auditoire. Le groupe se sépare immédiatement après cette tournée. Deux raisons principales sont avancées : d'une part le groupe ne voulait pas devenir un pastiche de Cream et d'autre part Eric Clapton se lie pendant la tournée avec les membres du groupe Delaney & Bonnie qui assure la première partie de Blind Faith, ce qui l'éloigne progressivement du projet initial avec Steve Winwood. Eric Clapton rejoindra d'ailleurs par la suite en concert Delaney and Bonnie avec lequel il enregistrera On Tour with Eric Clapton.

### L'albumBlind Faith
En août 1969, le groupe sort son seul album, Blind Faith, comportant six titres. Ce disque amène d'ailleurs une controverse puisque la pochette de l'album présente une fillette de 11 ans dénudée tenant une maquette d'avion dans ses mains, perçue par certains comme ayant une allure phallique. L'édition américaine affiche une couverture différente. L'album est certifié disque de platine avec plus d'un million d'exemplaires vendus.
À la fin 2005 parait un coffret bootleg de six disques, chacun consacré à un concert de leur unique tournée, notamment celui au Madison Square Garden. Intitulée Compensation for Betrayal, cette collection réunit presque tous les enregistrements live laissés par le groupe à l'exception de celui de Hyde Park, publié en DVD officiel en 2006 intitulé London Hyde Park 1969 (en).

## Retrouvailles des musiciens
Si le groupe fut de courte durée, Clapton retrouva toutefois Steve Winwood et Ric Grech, lors de deux fameux concerts au Rainbow Theatre de Londres qui eurent lieu le 13 Janvier 1973. Le guitariste, très affecté par plusieurs épreuves, le décès de son beau-père ainsi que ceux du guitariste Jimi Hendrix et de Duane Allman puis son amour pour Pattie Harrison, sombra dans la dépression, l'alcool et la drogue. C'est son ami Pete Townshend qui lui organise ces deux concerts en réunissant des musiciens pour l'occasion. Outre Winwood aux claviers et au chant et Grech à la basse, il y a donc, aux guitares, Townshend et Ron Wood, Jim Capaldi et Jim Karstein à la batterie, et Rebop Kwaku Baah, de Traffic, aux percussions. L'album Eric Clapton's Rainbow Concert parait en janvier 1973 sur lequel se retrouve six chansons, dont Presence of the Lord de l'album Blind Faith, Badge de Cream et Little Wing de Jimi Hendrix. L'album est réédité en 1995 avec huit titres supplémentaires, dont Layla qui ouvre l'album, Let It Rain (en) et Bell Bottom Blues. 
Le bassiste original de la formation, Ric Grech, meurt d'insuffisance rénale des suites de ses problèmes d'alcool le 17 mars 1990, il était âgé de 43 ans. Ginger Baker, qui ne participera pas aux retrouvailles, meurt le 6 octobre 2019 à 80 ans.

### Autres spectacles
Clapton et Winwood se sont retrouvés en juillet 2007 au 2e Crossroads Guitar Festival qui a eu lieu au Toyota Park Center de Bridgeview en Illinois. Ils en ont profité pour jouer certaines chansons de l'époque Blind Faith. Puis cette performance les a inspirés à récidiver pour trois concerts au Madison Square Garden les 25, 26 et 28 février 2008. Ils se sont présentés sous l'appellation Winwood & Clapton, secondés de Willie Weeks à la basse, Ian Thomas à la batterie et Chris Stainton aux claviers. À  travers une sélection de reprises d'artistes tels J.J. Cale ou Buddy Miles, ils jouent quatre pièces de la face 1 de l'album Blind Faith et des chansons de Traffic, Derek & The Dominos ainsi que d'autres de la carrière solo de Clapton. Un DVD et un album double CD, Clapton and Winwood: Live at Madison Square Garden, sont commercialisés l'année suivante. 
Le 10 Juin 2009, Clapton et Winwood débutent une tournée estivale, de 14 concerts à travers les Etats-Unis, au Izod Center dans le New Jersey avec le même groupe de musiciens sauf pour Ian Thomas qui est remplacé à la batterie par Abe Laboriel Jr. Les choristes Michelle John et Sharon White sont aussi de la tournée. Puis du 18 mai au 13 juin 2010, ils font une tournée en Europe cette fois avec le batteur Steve Gadd. Puis du 26 mai au 1er juin 2010, ils donnent cinq concerts au Royal Albert Hall. Le tout se concluant par une tournée de 15 concerts au Japon du 17 novembre au 10 décembre 2011.

## Discographie
- 1969 : Blind Faith
- 1993 : Blind Faith - Réédition japonaise avec deux pièces inédites, Exchange And Mart (Unreleased) et Spending All My Days (Unreleased). Ces deux chansons ont été, à l'origine, enregistrées pour un album solo jamais publié de Ric Grech, et rien ne prouve que d'autres membres de Blind Faith aient pris part aux sessions d'enregistrement.
- 2001 : Blind Faith Deluxe Edition - Réédition incluant des pièces inédites, Sleeping in the Ground, Can’t Find My Way Home (Electric Version), Acoustic Jam, Time Winds et Sleeping in the Ground (Slow blues version). On y retrouve aussi de longues improvisations  instrumentales de 12 à 16 minutes chacune : Jam No. 1: Very Long & Good Jam, Jam No. 2: Slow Jam #1, Jam No. 3: Change of Address Jam ainsi que Jam No. 4: Slow Jam #2.